# Faverolles-sur-Cher
Faverolles-sur-Cher là một xã thuộc tỉnh Loir-et-Cher trong vùng Centre-Val de Loire miền trung nước Pháp.